# 夜久均
夜久 均（やく ひとし）は、日本の医学者。京都府立医科大学大学院 心臓血管外科学教授。成人心臓血管外科学を専門とし、虚血性心疾患、心臓弁膜症の外科治療、とりわけ心拍動下冠動脈バイパス、左心室形成術（ELIET手術）、虚血性僧帽弁閉鎖不全に対する僧帽弁形成術の発達に寄与。

## 略歴
洛星中学・高校卒業。1982年、京都府立医科大学医学部卒業。京都府立医科大学附属病院第二外科、国立循環器病センター、米国ヴァーモント大学医学部心臓病学研究院、豪州セント・ヴィンセント病院心臓胸部外科レジストラー、豪州セント・ジョージ病院心臓胸部外科レジストラー、豪州ロイヤル・アレキサンドラ子供病院心臓外科レジストラーを経て、1997年京都府立医科大学第二外科学教室助手。
2004年、北村信夫教授の後を継ぎ、京都府立医科大学大学院 心臓血管外科学教授に就任。
2007年、第21回日本冠疾患学会学術集会会長。
2015年、第20回日本冠動脈外科学会学術大会会長。
2018年、第9回日本心臓弁膜症学会、Japan MICS summit 会長。
2019年、京都府立医科大学付属病院長就任。
2021年、第51回日本心臓血管外科学会学術総会会長。
2023年、京都府立医科大学学長就任